# 反卷钩丝壳
反卷钩丝壳（学名：Uncinula kenjiana）是属于白粉菌目白粉菌科钩丝壳属的一种真菌，寄生在榆属植物上。该种分布于中国、日本、俄罗斯。